# ویتیس خاکستری
ویتیس خاکستری (نام علمی: Vitis cinerea) نام یک گونه از سرده انگور است. حبه‌های سیاه و کوچکی دارد که خوردن آن کمی ناخوشایند است. در میزوری و لوئیزیانا فراوان است، همچنین در سراسر نیمه شرقی ایالات متحده آمریکا تا غرب تا تگزاس یافت می شود و تا ۱۰ متر رشد میکند.